# Маріне Руссо
Маріне Руссо (ісп. Mariné Russo, 9 січня 1980) — аргентинська хокеїстка на траві.
Бронзова призерка Олімпійських Ігор 2004, 2008 років.
Переможниця Панамериканських ігор 2007 року.
Переможниця Трофею чемпіонів 2001, 2008, 2009, 2010 років, срібна призерка 2002, 2007 років, бронзова призерка 2004 року.
Чемпіонка світу 2002, 2010 років, бронзова призерка 2006 року.
Переможниця Панамериканського кубка 2001, 2004 років.